# هلال آلتینبیلک
هلال آلتینبیلک (به انگلیسی :‌Hilal Altınbilek) (متولد ۲۱ ژانویه ۱۹۹۱) بازیگر ومدل ترکیه ای است.

## زندگی و حرفه
خانواده وی مهاجر آلبانیایی از کوزوو است. او در دوران دبستان به بازیگری علاقه‌مند شد. هنگام تحصیل در دانشکده ارتباطات دانشگاه اژه، بازیگری را شروع کرد. او سپس در یک مسابقه زیبایی شرکت کرد، که در آن بین ۵ نفر برتر قرار گرفت. وی بعداً به عنوان مدل کار کرد. وی بین سال‌های ۲۰۱۰ تا ۲۰۰۵، در رشته هنر بازیگری در مرکز هنر Mjdat Gezen در استانبول تحصیل کرد. او همچنین توسط جامعه درام معاصر و علی حیدر الچی آموزش دید. آلتینبیلک اولین بازی تلویزیونی خود را در سال ۲۰۱۱ با بازی در Derin Sular در مقابل شوکرو اوزیلدوز انجام داد. در سال ۲۰۱۳، او به جمع بازیگران سریال رز سیاه به عنوان اوزلم پیوست. این سریال موفقیت در زندگی حرفه ای او بود. در سال ۲۰۱۶، او در مجموعه تلویزیونی Hayatımın Aşkı ظاهر شد و درنقش نیل بازی کرد. از سال ۲۰۱۸، او شخصیت زلیخا را در مجموعه تلویزیونی روزگارانی در چوکوراوا به تصویر می‌کشد.یک چوکوراوا با او خاطره دارند.
او اولین فیلم سینمایی خود را در سال ۲۰۱۸ با نقش یشیم در کودکان به شما اعتماد می‌کنند بازی کرد.